# Ivajlo Andonov
Ivajlo Viktorov Andonov (på bulgarsk: Ивайло Андонов) (født 14. august 1967 i Blagoevgrad, Bulgarien) er en tidligere bulgarsk fodboldspiller (angriber). Han spillede fem kampe for det bulgarske landshold, og var en del af holdet der sensationelt nåede semifinalerne ved VM i 1994 i USA.
Han spillede på klubplan hovedsageligt i hjemlandet hos CSKA Sofia.